# Mr. Wong, Detective
Série Mr. Wong
Le Mystère de Mr Wong
(1939)
Pour plus de détails, voir Fiche technique et Distribution.
Mr. Wong, Detective est un film américain réalisé par William Nigh, sorti en 1938.

## Fiche technique
- Titre : Mr. Wong, Detective
- Réalisation : William Nigh
- Scénario : Houston Branch
- Photographie : Harry Neumann
- Montage : Russell F. Schoengarth
- Musique : Edward J. Kay
- Pays de production : États-Unis
- Format : Noir et blanc - 1,37:1 - Mono
- Genre : policier
- Date de sortie : 1938

## Distribution
- Boris Karloff : Mr James Lee Wong
- Grant Withers : Capitaine Sam Street
- Maxine Jennings : Myra Ross
- Evelyn Brent : Olga / Comtesse Dubois
- George Lloyd : Devlin
- Lucien Prival : Anton Mohl
- John St. Polis : Carl Roemer
- John Hamilton : Simon Dayton
- Clancy Cooper : le magasinier (non crédité)
- Lester Dorr : Coroner (non crédité)